# 康泰滩
康泰滩位于南沙群岛南部，日积礁以北约36海里，水深约289米。1983年中国地名委员会公布的标准名称为“康泰滩”，以纪念三国时期的旅行家康泰。康泰曾于东吴赤乌六年（243年）奉交广刺史吕岱之命南宣国化，归国后著有《扶南传》。西方文献一般称为“Coronation Bank”。